# Wensebrock
Wensebrock ist ein Ortsteil von Brockel im Landkreis Rotenburg (Wümme) in Niedersachsen.

## Geographie

### Geographische Lage
Wensebrock liegt an der B 71 zwischen dem 9 km entfernten Rotenburg (Wümme) und Soltau.

## Geschichte
Bis zu der Gemeindereform in den 1920er Jahren war Wensebrock eine eigenständige Gemeinde. Hinweise auf die Anfänge des Ortes stammen aus dem 16. Jahrhundert. Der Namensteil „-brock“ deutet auf eine moorige Vergangenheit hin.
Nach dem Statistischen Handbuch für das Königreich Hannover von 1848 war Wensebrock damals neben Trochel, Stelle, Bothel, Hemßlingen, Bellen und Söhlingen nach Brockel (Großherzog v. Oldenburg), Inspektion Rotenburg, eingepfarrt.

## Vereine
Der Schützenverein Wensebrock wurde 1910 gegründet. Im Jahre 1963 wurde das Jagdhornbläsercorps gegründet.